# Janavis
Janavis finalidens
Genre
Espèce
Janavis (du dieu romain Janus et du latin avis pour oiseau) est une genre fossile d'oiseaux à dents du clade des Ichthyornithes et qui vivaient au Crétacé supérieur dans ce qui est actuellement la Belgique. Ce genre n'est représenté que par une seule espèce, Janavis finalidens (du latin finalis, signifiant fin ou final, et dens, pour dent) qui a été découverte dans les années 1990, signalée en 2002 et décrite en 2022. Récupéré presque simultanément dans la même zone et au même âge qu’Asteriornis maastrichtensis, alors le plus vieil oiseau moderne connu, il fournit des informations sur l'évolution et la divergence des oiseaux basaux et modernes, en particulier sur les modifications évolutives des crânes d'oiseaux.

## Fossiles

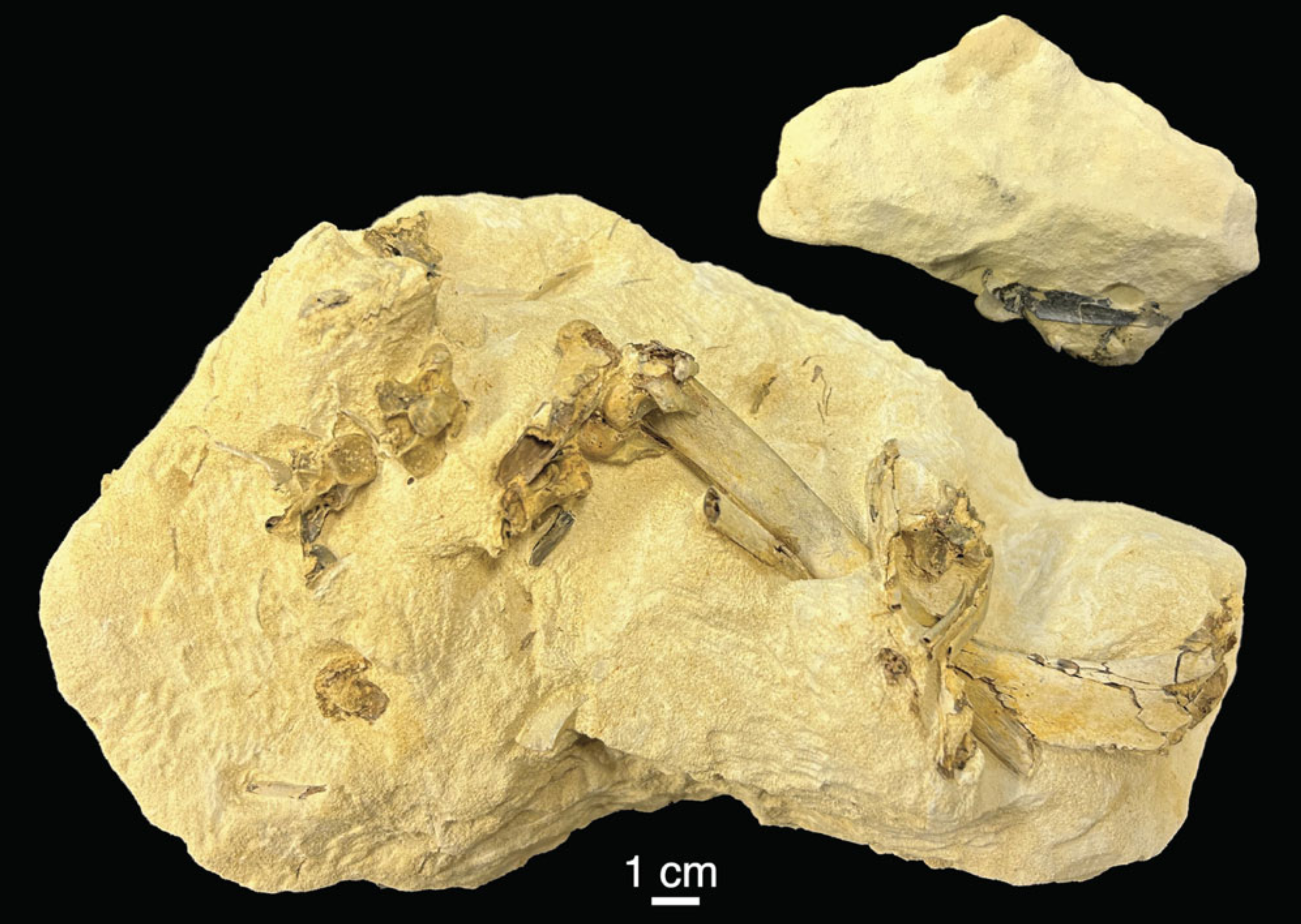
Bloc de la matrice comprenant les spécimens holotypes d’Asteriornis (NHMM 2013 008 ; en haut à droite) et de Janavis (NHMM RD 271 ; en bas à gauche).

Le fossile de Janavis, holotype NHMM RD 271, est encastré dans la roche dure du membre de Valkenburg de la formation de Maastricht, datant du Maastrichtien, ce qui a rendu impossible toute analyse détaillée sans le décomposer. Seules des parties du crâne (un os ptérygoïde gauche d'abord confondu avec une partie du membre antérieur) sont exposées sur le bloc principal ; tandis qu'une dent fragmentaire, une phalange d'orteil et trois vertèbres de la colonne vertébrale lui sont associées. L'examen par tomodensitométrie en 2021 a révélé des structures supplémentaires à l'intérieur de la roche, notamment des os du cou (six vertèbres cervicales), quatre vertèbres dorsales supplémentaires, la première phalange du deuxième doigt du membre antérieur, l'omoplate gauche, un humérus et un morceau du fémur supérieur droit.

## Historique
Le fossile de Janavis a été collecté en 2000, lors d'une fouille fossile dans la Formation de Maastricht exposée à la carrière de la Cimenterie Belge Réunie-Romontbos, à l'ouest du village d'Eben-Emael (Bassenge), en Belgique. Il a été collecté et en partie préparé par le paléontologue amateur néerlandais Rudi W. Dortangs. Une équipe de paléontologues américains et néerlandais a signalé la première identification comme « le dernier oiseau mésozoïque d'Europe » en 2002, à partir de laquelle il a été attribué à une espèce du groupe ancestral (en tant que membre basal du clade des Ornithurae) des oiseaux modernes. Les sédiments sur lesquels le fossile a été déposé ont été estimés à 66,8 millions d'années, datant du Crétacé supérieur. Les chercheurs ont conclu : « Ce fossile est le plus jeune oiseau non-néornithine (= non moderne) connu à ce jour dans le monde – il a été collecté à seulement 40 m sous  la limite K-T (soit environ 800 000 ans avant). »
Le fossile a été donné par Dortangs au musée d'histoire naturelle de Maastricht (en) (Pays-Bas), d'où il a été envoyé à l'équipe de Daniel J. Field (d) à l'université de Cambridge en 2018. Le doctorant de Field, Juan Benito (d), a été chargé de l'analyse. Espérant qu'un scanner pourrait révéler les parties restantes dans les roches, il a fait une série d'observations, mais a été déçu. Tout ce qu'il a pu voir était « juste un tas de vertèbres et de côtes ». Deux ans plus tard, Benito, alors chercheur postdoctoral, a réexaminé le spécimen. L'équipe de Field a ensuite réalisé des scanners plus élaborés et est arrivée à la conclusion que le spécimen appartenait à une espèce d'oiseau ancienne inconnue de la science. Ils ont publié une nouvelle description dans la revue Nature en 2022, lui donnant le nom de Janavis finalidens. Le nom du genre est dérivé du dieu romain Janus, le dieu des commencements et des fins, et du mot latin avis pour oiseau ; le nom spécifique du latin finalis, qui signifie fin ou final, et dens, pour dent, reflétant que le spécimen fait partie des oiseaux à dents les plus récents connus.

## Description

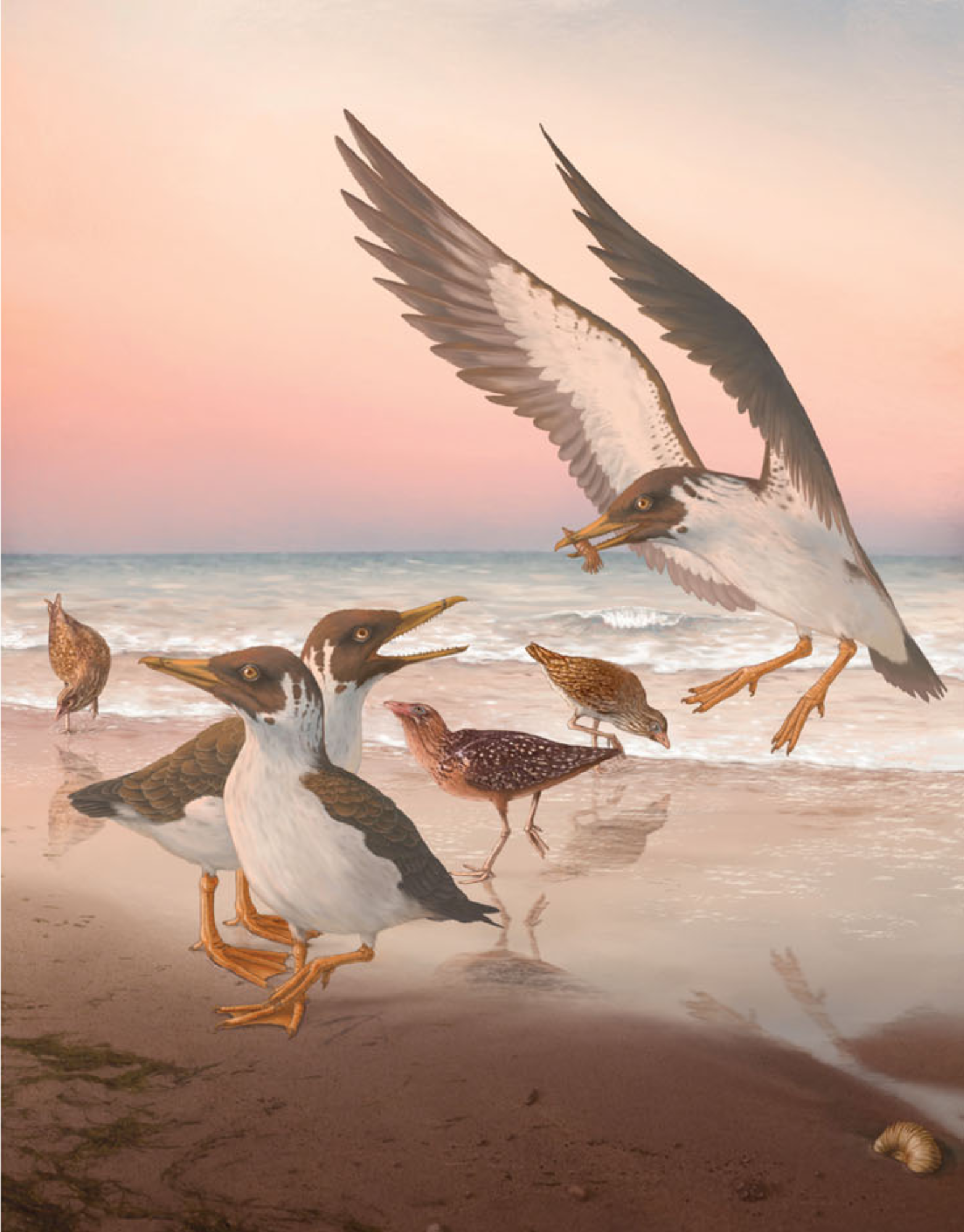
Reconstruction artistique de Janavis et Asteriornis, dans leur habitat naturel, le long du rivage d'une mer peu profonde du Maastrichtien de l'Europe septentrionale.

Janavis est un oiseau relativement grand, avec une envergure estimée à environ 1,50 m. L'humérus a une longueur de 134,8 mm, contre 71,5 mm pour le plus grand os du bras supérieur d’Ichthyornis connu, le spécimen YPM 1742. L'extrapolation à partir de la circonférence de la tige de l'humérus donne une estimation du poids de Janavis de 1504 grammes. L'extrapolation à partir de la longueur de l'humérus indique 1 604 g, mais a été jugée moins fiable car cet élément est cassé dans le fossile. L'estimation minimale du poids est de 1 120 g.
Outre sa taille, Janavis se distingue de tous les autres Euornithes connus par son plus grand degré de pneumatisation des vertèbres dorsales et des côtes, en particulier par la présence de grandes ouvertures pneumatiques sur la face inférieure des vertèbres thoraciques antérieures et de tubercules fenêtrés appariés sur le bord externe inférieur de la quinzième vertèbre présacrée. L'omoplate n'a pas d'acromion. Ceci est partagé avec certains groupes euornithéens modernes, mais ceux-ci sont tous beaucoup plus dérivés.
Le ptérygoïde n'est pas fusionné à l'os palatin qui se trouve devant lui, mais relié par une facette en forme de boule. Sur le dessus, les facettes de contact avec les processus basiptérygoïdes sont grandes et ovoïdes. Ces deux caractéristiques indiquent une kinésie de l'avant du crâne, permettant un mouvement vertical des mâchoires supérieures par rapport à l'arrière du crâne. Cette condition est partagée avec les Néognathes, mais diffère du palais rigide des Paléognathes. Comme Janavis est placé dans une position basale par rapport aux deux groupes dans l'arbre évolutif, cela indiquerait que les Paleognathae ont développé indépendamment un palais rigide, contrairement à l'interprétation standard selon laquelle ce trait est une plésiomorphie héritée des oiseaux les plus basaux.

### Mode de vie
Janavis était probablement un oiseau plongeur, chassant le poisson, se propulsant avec ses pattes arrière dans les mers peu profondes et chaudes dans lesquelles la formation s'est déposée.

## Systématique
Le nom valide complet (avec auteur) de ce taxon est Janavis Benito (d), Kuo (d), Widrig (d), Jagt (d) & Field (d), 2022,.

### Publication originale
- (en) Juan Benito, Pei-Chen Kuo, Klara E. Widrig, John W. M. Jagt et Daniel J. Field, « Cretaceous ornithurine supports a neognathous crown bird ancestor », Nature, Londres, vol. 612, no 7938,‎ 20 novembre 2022, p. 100–105 (ISSN 0028-0836, e-ISSN 1476-4687, DOI 10.1038/s41586-022-05445-y).